# Otkradnati ochi
Otkradnati ochi é um filme de drama búlgaro de 2005 dirigido e escrito por Radoslav Spasov. Foi selecionado como representante da Bulgária à edição do Oscar 2006, organizada pela Academia de Artes e Ciências Cinematográficas.

## Elenco
- Vesela Kazakova - Ayten
- Valeri Yordanov